# Metallyra nigra
Metallyra nigra är en skalbaggsart som beskrevs av Fuchs 1974. Metallyra nigra ingår i släktet Metallyra och familjen långhorningar.
Artens utbredningsområde är Malawi. Inga underarter finns listade i Catalogue of Life.